# Джасни Матлани
Джа́сни Матла́ни (малайск. Jasni Matlani); (16 ноября 1962, Кебату, Бофорт, Сабах) — малайзийский писатель и литературный критик.

## Краткая биография
Окончил среднюю школу Св. Павла в Бофорте и мусульманский колледж в Кота-Кинабалу (1975). В 1981—1996 гг. работал в отделении Государственного банка Малайзии в Кота-Кинабалу и одновременно был колумнистом газеты «Борнео Мейл». В дальнейшем стал заниматься бизнесом и писательской деятельностью. В 2004 г. окончил Университет Путра Малайзии. В настоящее время работает пресс-секретарем заместителя главного министра.

## Творчество
Первое стихотворение «Расставание» опубликовал в газете «Сабах Таймс» в 1982 г., а первый рассказ «Друг» — там же в 1990 г. К настоящему времени издал более 500 стихотворений в трёх авторских антологиях и десятках коллективных сборников, более 100 рассказов в 8 сборниках и четыре повести. Пишет также эссе и критические литературные заметки. Участник писательской программы Совета по литературе стран Юго-Восточной Азии в Джакарте. Член Союза писателей Сабаха (с 1992). Лауреат многочисленных премий, наиболее престижной из которых является Литературная премия Юго-Восточной Азии (2015).

## Награды[3]
- Литературная премия Сабаха (1996/1997)
- Главная литературная премия Малайзии (1996/1997, 2010/2011)
- Премия сабахского отделения Совета по языку и литературе (2004)
- Третье место на конкурсе сборников стихов Института перевода и книги Малайзии (2014)
- Третье место на конкурсе сборников рассказов Института перевода и книги Малайзии (2014)
- Литературная премия Юго-Восточной Азии (2015)[4]
- Литературная премия группы «Утусан» (2016)
- Орден «Блестящий Комодор Кинабалу» (Panglima Gemilang Darjah Kinabalu) и звание «Датук» (2017)[5]
- Литературная премия Сабаха (2019)[6]

## Публикации

### Повести
- Cinta Lestari (Вечная любовь). Kota Kinabalu: Cerdik Publications 2007
- Bok Buri (Бок Бури). Kuala Lumpur: Dewan Bahasa dan Pustaka, 2010
- Burung Merak (Павлин). Kota Kinabalu: Iris Publishing and Distributors, 2013
- Pulau Tanpa Cinta (Остров без любви). Kuala Lumpur: Dewan Bahasa dan Pustaka, 2014

### Сборники поэзии
- Kabus (Туман). Kota Kinabalu: SLC Sdn Bhd, 1997
- Tergantung Pada Kata (Зависимый от слов). Kuala Lumpur: Dewan Bahasa dan Pustaka (DBP), 1996
- Tanah Nurani (Земля совести): Antologi Puisi Pemenang Hadiah Sastera Perdana 1996—2005. Kuala Lumpur: Dewan Bahasa dan Pustaka (DBP), 2009 (совместно с др.)
- Puisi Orang Bertujuh (Поэзия семерых). Kuala Lumpur: PENA, 2011 (совместно с др.)
- (ред.) Hitam Dan Putih (Чёрное и белое). Kota Kinabalu: Iris Publishing and Distributors, 2013 (совместно с Yatim Ahmad)
- Dongeng Perkebunan (Сказки сада). Kuala Lumpur: Institut Terjemahan & Buku Malaysia (ITBM), 2015

## Сборники рассказов
- Dunia Iris (Мир Ирис). Kota Kinabalu: SLC Sdn Bhd, 2002
- Hujan Putih (Белый дождь). Kuala Lumpur: Dewan Bahasa dan Pustaka (DBP), 2006
- Negeri Malam (Ночная страна). Kota Kinabalu: Iris Publishing and Distributors, 2009
- Laron (Ларон). Kuala Lumpur: Dewan Bahasa dan Pustaka (DBP), 2010
- Cerita Kota Kami (Рассказы нашего города). Kuala Lumpur: Institut Terjemahan & Buku Malaysia (ITBM), 2013
- Cerita Monyet, Anjing dan Pohon Ginkgo (Рассказы про обезьян, собак и дереве гинкго). Kuala Lumpur: Institut Terjemahan & Buku Malaysia (ITBM), 2014
- Pemburu Merpati (охотник на голубей). Kota Kinabalu: Iris Publishing and Distributors, 2014
- Pembunuh Anarki (Убийца анархии). Kuala Lumpur: Institut Terjemahan & Buku Malaysia (ITBM), 2015
- (ред.) Mencari 40 hari (40-дневный поиск). Kota Kinabalu: Iris Publishing and Distributors, 2017 (совместно с Sitti Rahmah G. Haji Ibrahim)
- Cerita Dialog Fauna (Диалоги с фауной). Kota Kinabalu: Iris Publishing and Distributors, 2018

### Эссе и литературная критика
- Refleksi (Размышления). Kota Kinabalu: SLC Sdn Bhd, 2003
- Biografi Perjuangan dan Kepimpinan (Биографии борцов и лидеров). Kota Kinabalu: SLC Sdn Bhd, 2003
- Penyelamat UMNO Sabah (Спаситель Сабахской малайской национальной организации). Kota Kinabalu: Iris Publishing and Distributors, 2009
- Panduan Menulis Cerpen (Руководство по написанию рассказов). Kuala Lumpur: PTS Professional Publishing Sdn Bhd, 2011
- Mencari Sinar Harapan (В поисках луча надежды). Kota Kinabalu: Iris Publishing and Distributors, 2011
- Karya Kreatif Penulis Sabah dalam Kritikan (Труды писателей Сабаха). Kuala Lumpur: Institut Terjemahan & Buku Malaysia (ITBM), 2013
- Perkembangan Puisi Berunsur Islam Sabah (Развитие сабахской поэзии с элементами ислама). Kuala Lumpur: Dewan Bahasa dan Pustaka (DBP), 2015